# 男女共同参画局
男女共同参画局（だんじょきょうどうさんかくきょく）は、内閣府の内部部局のひとつ。2001年1月6日の内閣府の設置に伴い、男女共同参画室を改組して、男女共同参画局が設置された。男女の機会均等や共同参画を推進することを任務とする。内閣府の重要政策に関する会議の男女共同参画会議を所管している。英語表記は「Gender Equality Bureau Cabinet Office」。

## 概要
男女共同参画社会基本法に基づき、内閣府に設けられた。
男女共同参画基本計画を５年ごとに閣議決定するとともに、各府省が当該年度及び翌年度に重点的に取り組む事項を決定する女性活躍・男女共同参画の重点方針を毎年取りまとめ、各府省と連携して取組を推進している。
また、内閣府の重要政策会議のうちの１つである男女共同参画会議を所管し、総理官邸において、男女共同参画に関する大きな方向性について議論を行っている。
さらに、国会に男女共同参画白書（法定白書）を毎年提出している。

## 年表
- 1975年（昭和50年）9月23日 - 総理府に、婦人問題企画推進本部（本部長：内閣総理大臣）を設置するとともに、本部の事務を担う組織として、婦人問題担当室を設置。また、内閣総理大臣の私的諮問機関として、有識者からなる婦人問題企画推進会議を設置。
- 1977年（昭和52年）1月27日 - 婦人問題企画推進本部が「国内行動計画」を決定。
- 1978年（昭和53年）1月9日 - 婦人問題企画推進本部が「『婦人の現状と施策』－国内行動計画に関する報告書（第1回）－」（後の男女共同参画白書）を決定。
- 1985年（昭和60年）6月25日 - 女子に対するあらゆる形態の差別の撤廃に関する条約（女子差別撤廃条約）を批准（同年７月25日に発効）。
- 1987年（昭和62年）5月7日 - 婦人問題企画推進本部が「西暦2000年に向けての新国内行動計画」を決定。
- 1994年（平成4年）12月12日 – 婦人問題担当大臣が任命された（内閣官房長官が兼務）。
- 1994年（平成6年）6月24日 - 総理府に男女共同参画室及び男女共同参画審議会を設置。
- 1994年（平成6年）7月12日 - 総理府に置かれていた婦人問題企画推進本部を、内閣に置かれる男女共同参画推進本部に改組。
- 1996年（平成8年）12月13日 - 男女共同参画推進本部が「男女共同参画2000年プラン－男女共同参画社会の形成の促進に関する平成12年（西暦2000年）度までの国内行動計画－」を決定。
- 1999年（平成11年）6月23日 - 男女共同参画社会基本法（平成11年法律第78号）を公布及び施行。
- 2000年（平成12年）12月12日 - 男女共同参画基本計画を閣議決定。
- 2001年（平成13年）1月6日 - 内閣府の設置に伴い、男女共同参画室を男女共同参画局に改組。男女共同参画担当大臣が任命された。
- 2001年（平成13年）1月13日 - 男女共同参画会議（第１回）を開催。
- 2005年（平成17年）12月27日 - 男女共同参画基本計画（第２次）を閣議決定。
- 2006年（平成18年）1月31日 - 地方公共団体等に向けて「ジェンダー・フリー」用語の不使用通知を配布。
- 2010年（平成22年）12月17日 - 第3次男女共同参画基本計画を閣議決定。
- 2014年（平成26年）10月3日 – 内閣にすべての女性が輝く社会づくり本部を設置。
- 2015年（平成27年）6月26日 –すべての女性が輝く社会づくり本部において女性活躍加速のための重点方針2015を決定（以後、毎年決定）。
- 2015年（平成27年）12月25日 - 第4次男女共同参画基本計画を閣議決定。
- 2020年（令和2年）12月25日 - 第5次男女共同参画基本計画を閣議決定。
- 2021年（令和3年）6月16日 - すべての女性が輝く社会づくり本部・男女共同参画推進本部の合同会議において女性活躍・男女共同参画の重点方針2021を決定。
- 2023年（令和5年）4月18日 - 毎年4月に展開している「若者の性暴力被害予防月間」で作成したポスターが、イラストレーターのたかなみさきの作品と似ているとの指摘を受け、このポスターの使用を停止、既に使われているものも回収を発表。製作を請け負った凸版印刷は、「制作過程にてたかなみさきの作品を参考にした」事実を認めた[2][3]。

## 組織
- 局長
  - 大臣官房審議官（男女共同参画局担当）
    - 総務課
      - 調査室
      - 企画官
      - 男女共同参画分析官

    - 推進課
      - 積極措置政策調整官
      - 男女共同参画推進官

    - 男女間暴力対策課

## 出版物
- 『男女共同参画白書 令和３年版』内閣府男女共同参画局（2021/06）
- 『逐条解説 男女共同参画社会基本法』内閣府男女共同参画局（2004/02）

## ビデオ・DVD
- 『元気に再チャレンジ! 〜キラキラしている女性たち〜』（2006/01）